# Chloroprène
Le chloroprène ou 2-chlorobuta-1,3-diène est un dérivé chloré du buta-1,3-diène. Il constitue un des deux éléments de base (avec le chlore) nécessaire à la fabrication du néoprène (polychloroprène) (par un procédé de polymérisation en émulsion) permettant lui-même par d'autres réactions chimiques la fabrication de néoprène, d'adhésifs ou encore de caoutchouc (ou élastomère) synthétique.